# Juba (atirador)

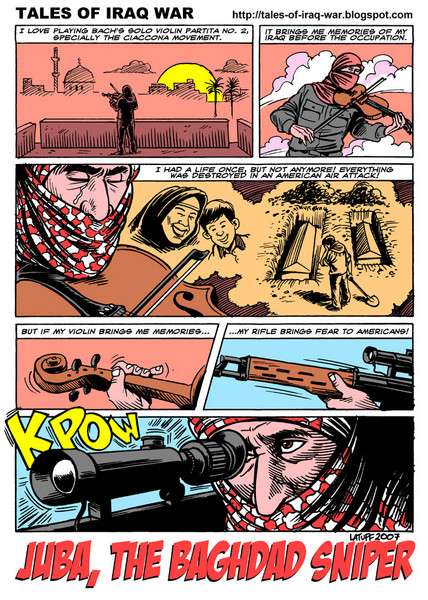
Juba, O Atirador de Bagdá: biografia ficcional de autoria do brasileiro Carlos Latuff.

Juba (em árabe: جوبا, transl. Joba) é a alcunha atribuída pelos militares norte americanos no Iraque a um franco-atirador da resistência iraquiana. Seu nome se tornou popular a partir de uma matéria do jornal britânico The Guardian, publicada em 5 de agosto de 2005. 
Muito embora a imprecisão das informações e as lendas urbanas que o cercam, aparentemente o seu modus operandi é situar-se em algum local oculto, a cerca de 200 m de suas vítimas, efetuar um disparo e retirar-se imediatamente. Os relatos da imprensa indicam que nunca efetua um segundo disparo e costuma deixar como marcas registradas no local dos fatos o cartucho vazio e uma mensagem em árabe.[carece de fontes?]
Por vezes, atua em conjunto com um cinegrafista também oculto e vídeos com suas atuações são facilmente encontrados nas redes de troca de arquivo P2P e nos camelôs de Bagdá. Não foi determinado se é um único indivíduo ou se são diversos combatentes da resistência agindo do mesmo modo, o que parece ser o mais provável.[carece de fontes?]